# Holly Springs (North Carolina)
Holly Springs is een plaats (town) in de Amerikaanse staat North Carolina, en valt bestuurlijk gezien onder Wake County.

## Demografie
Bij de volkstelling in 2000 werd het aantal inwoners vastgesteld op 9192.
In 2006 is het aantal inwoners door het United States Census Bureau geschat op 17.425, een stijging van 8233 (89,6%).

## Geografie
Volgens het United States Census Bureau beslaat de plaats een oppervlakte van
19,4 km², geheel bestaande uit land.

## Segregatie
In de tijd van de segregatie van blank en zwart was Holly Springs een uitzonderlijke plaats. Men deed namelijk niet mee aan dit soort praktijken.

## Plaatsen in de nabije omgeving
De onderstaande figuur toont nabijgelegen plaatsen in een straal van 20 km rond Holly Springs.